# José Ramón Fernández

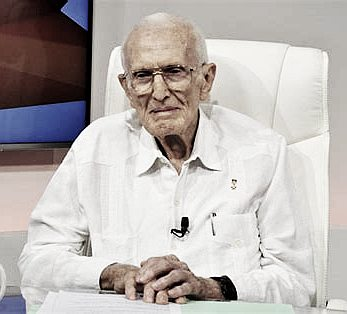
José Ramón Fernández năm 2018

José Ramón Fernández Álvarez (4 tháng 11 năm 1923 – 6 tháng 1 năm 2019) là chính khách và nhà lãnh đạo Đảng Cộng sản Cuba, từng giữ chức phó chủ tịch Hội đồng Bộ trưởng Cuba.

## Cuộc đời trước cách mạng
Fernández Alvarez quê quán Santiago de Cuba,  nơi ông theo học chương trình giáo dục cấp 1 và cấp 2. Năm 1947, ông tốt nghiệp Trường Thiếu sinh quân Cuba và Trường Pháo binh cũng như các khóa học khác của Bộ Tổng tham mưu ở Cuba và tại Fort Sill ở nước Mỹ.
Từ ngày 10 tháng 3 năm 1952, ông tham gia vào các hoạt động và phong trào âm mưu khác nhau chống lại chế độ chuyên chế của Fulgencio Batista với các nhóm quân sự và chính trị khác nhau, mãi đến tận năm 1956 mới bị cảnh sát bắt giam khi phong trào âm mưu mang tên "Los puros" bại lộ. Ông bị xét xử và kết án tù tại Presidio Modelo trên đảo Isla de Pinos (Đảo Thông) cho đến khi anh em nhà Castro giành chiến thắng trước Batista vào ngày 1 tháng 1 năm 1959.

## Cách mạng Cuba và xa hơn
Từ năm 1959, với tư cách là thành viên của Lực lượng Vũ trang Cách mạng Cuba, Fernández đã tham gia nhiều cuộc vận động khác nhau, vừa hiệu quả vừa bảo vệ đất nước. Ông còn thực hiện nhiều nhiệm vụ khác của Cách mạng Cuba cả trong nước lẫn ngoài nước.
Vào thời điểm xảy ra sự kiện Vịnh Con Lợn ngày 17 tháng 4 năm 1961, ông đang làm chỉ huy trưởng huấn luyện dân quân và đóng quân tại Managua gần Havana. Đôi khi ông được người đời mệnh danh là 'El Gallego' giống như chiến hữu Manuel Piñeiro. Trước bình minh ngày hôm đó, Fidel Castro ra lệnh cho ông chỉ huy nhiều tiểu đoàn dân quân và quân đội chính quy tham gia chiến đấu với lực lượng xâm lược của Lữ đoàn 2506. Cuối ngày 19 tháng 4 năm 1961, ông nằm trong số lực lượng quân đội chính phủ Cuba cuối cùng đã chọc thủng được cứ điểm Playa Giron và buộc quân xâm lược phải đầu hàng và giải tán.
Ông được thăng quân hàm Đại úy năm 1959, Tư lệnh năm 1961 và Chuẩn tướng lực lượng dự bị năm 1966. Ông tốt nghiệp Trường Chiến tranh Cấp cao năm 1964. Từ năm 1959 trở đi, ông đảm nhiệm nhiều chức trách khác nhau bao gồm; Giám đốc Trường Thiếu sinh quân Quân Nổi dậy; Trưởng Ban Chỉ đạo Chuẩn bị Chiến đấu Bộ Tổng Tham mưu Lực lượng Vũ trang Cách mạng Cuba cho đến năm 1968; Thứ trưởng Bộ các Lực lượng Vũ trang Cách mạng đến năm 1970; Thứ trưởng thứ nhất Bộ Giáo dục đến năm 1972; Bộ trưởng Bộ Giáo dục từ năm 1972 đến năm 1990 và Phó Chủ tịch Hội đồng Bộ trưởng từ năm 1978 đến tháng 3 năm 2012.

## Sự nghiệp chính trị
Fernández từng làm đại diện cho chính phủ Cuba tại lễ tấn phong tổng thống ở một số nước Mỹ Latinh và tại các sự kiện khác của chính phủ. Ông còn là thành viên ban điều hành của Tổ chức Thể thao Liên châu Mỹ. 
Ông từng tham gia bảy Đại hội Đảng Cộng sản Cuba và bắt đầu từ năm 1975 là Ủy viên Ban Chấp hành Trung ương Đảng. Tại Đại hội lần thứ III Đảng Cộng sản Cuba, ông được bầu làm Ủy viên dự khuyết Bộ Chính trị. Fernández là Đại biểu Quốc hội từ năm 1976 cho đến khi qua đời và là thành viên Hội đồng Nhà nước từ năm 1981 đến năm 1993.

## Vai trò tổ chức khác
Fernández lên làm chủ tịch Ban tổ chức Đại hội Thể thao Trung Mỹ và Caribe lần thứ XIV, chính thức tổ chức tại La Habana năm 1982, và Ban tổ chức Đại hội Thể thao Liên châu Mỹ lần thứ XI tại Havana năm 1991. Ông còn là Chủ tịch Ban tổ chức Giải vô địch Điền kinh Thế giới lần thứ VI diễn ra ở Havana năm 1992. Từ năm 1997 đến năm 2018, ông được bổ nhiệm làm Chủ tịch Ủy ban Olympic Cuba.
Ông là chủ tịch Ban tổ chức Hội nghị Khoa học-Học thuật "Giron, 40 năm sau", diễn ra vào tháng 3 năm 2001 và Hội nghị Quốc tế "Cuộc khủng hoảng tên lửa, tầm nhìn chính trị 40 năm sau" vào tháng 10 năm 2002. Fernández là Giáo sư danh dự của Học viện Sư phạm Cao cấp "Enrique José Varona".

## Công nhận
Nhằm ghi nhận công lao của mình, ông đã được chính phủ Cuba trao tặng một số huy chương, trong số đó có danh hiệu Anh hùng Cộng hòa Cuba.